# Jesse Guthrie

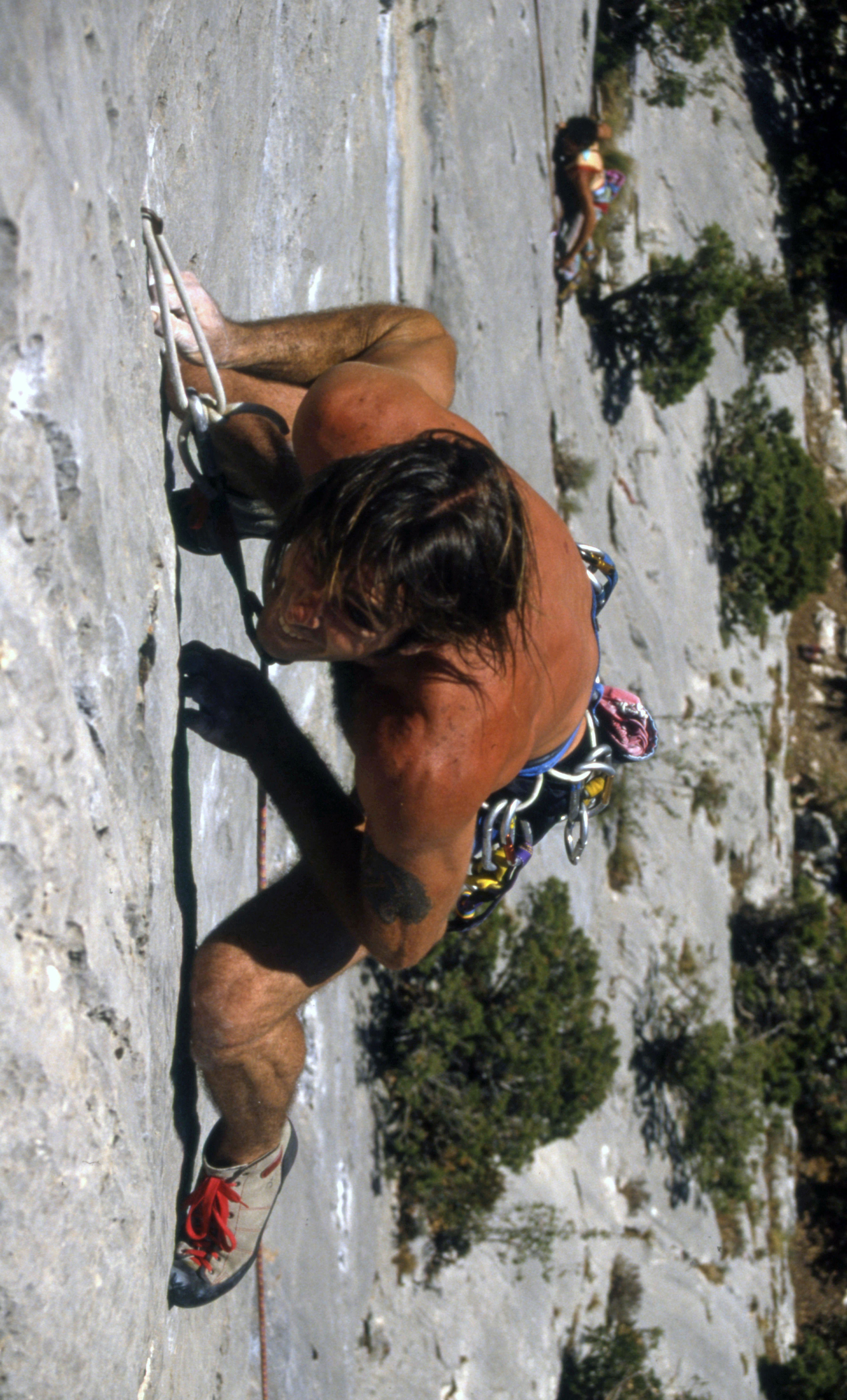
Jesse Guthrie, Verdon, Südfrankreich, 1985

Jesse Guthrie (* 23. Oktober 1958 in Huntsville, Alabama) ist ein Pionier des Sportkletterns in den USA und Autor. Er hat vier Romane und eine Autobiographie veröffentlicht.

## Leben
Im Alter von 13 Jahren begann er in Seneca Rocks in West Virginia mit dem Felsklettern. Nach seinem Highschool-Abschluss betrieb er neben seiner Kletterkarriere auch das Rodeoreiten als Profi in der American Rodeo Association.
Zwischen 1985 und 1986 lebte er in Deutschland, wo er mit seinen Freunden Wolfgang Güllich, Kurt Albert und Jerry Moffatt viele Sportkletterrouten in den obersten Schwierigkeitsgraden durchstieg. Die Rotpunkt-Kletterphilosophie Kurt Alberts und die ausgeklügelten Trainingsmethoden Wolfgang Güllichs beeinflussten ihn sehr. („Dies war der wahre Anfang meiner Kletterkarriere.“)
Als er 1986 zurück in die USA ging, machte er dort mehrere Erstbegehungen im Schwierigkeitsgrad X (UIAA) und X+.
Er kletterte in Afrika, Südamerika und machte zusammen mit Jeff Lowe und Catherine Destivelle eine Expedition zum Makalu im Himalaja.
Seit 2003 lebt er mit seiner Frau und Tochter in Prag, Tschechien.

## Publikationen
- Rene’s Garden
- The rains of India
- Catherine’s addiction
- The great leap forward
- Life of a nomad climber